# スリ三姉妹シリーズ
『スリ三姉妹シリーズ』（スリさんしまいシリーズ）は、朝日放送（ABCテレビ）と東通企画の制作により、テレビ朝日系で放送されたテレビドラマシリーズ。
スリを稼業にしている三姉妹がひょんな事から事件に巻き込まれ、解決していくという内容である。
劇中では彼女達の「スリの掟」や業界用語(？)などが紹介されていた。（「老人や女性、子供からはスリをしない」「（スリのターゲットを）太郎さんと呼ぶ」など）

## 花ふぶき女スリ三姉妹
『花ふぶき女スリ三姉妹』は、1988年から1991年まで放送されたシリーズ。全5回。
放送枠は「火曜スーパーワイド」（第1作 - 第3作）、「火曜ミステリー劇場」（第4作 - 第5作）。

### キャスト

#### 花吹雪一家の三姉妹
- 花吹雪佳恵（次女） - 叶和貴子
- 花吹雪沙恵（三女） - 美保純（第1作 - 第2作）、松本典子（第3作 - 第5作）
- 花吹雪美恵（長女） - 宮下順子

#### その他
- 堀田（刑事） - 佐野浅夫
- 川田（暴力スリ） - 八名信夫（第1作・第3作 - 第5作）
- 西村（暴力スリ） - 美角優介【旧・美角友亮[1]】（第1作・第3作・第4作）、石井洋祐（第5作）

#### ゲスト
第1作「みちのく温泉デラックス無銭ツアー」（1988年）
- 松岡（会社員） - 美木良介
- 宮尾すすむ、ビートきよし、不破万作、永谷悟一、上野綾子 ほか

第2作「追いかけて下呂温泉-木曽路-天竜峡」（1988年）
- 林勇次（鎌倉美術館 学芸員） - 並木史朗
- 奥田市太郎（手紙の差出人） - 草薙幸二郎
- 角田三郎（古美術商） - 谷幹一
- 唐沢実（古美術評論家） - 梅津栄
- 石倉三郎、山内賢、山口仁、長谷川弘、藤江リカ ほか

第3作「（秘）裏技イロ技放れ技」（1989年）
- ミスター（スリ） - 川野太郎
- 圭介（医大生） - 四方堂亘
- クイズ番組司会者 - 三笑亭夢之助
- 不破万作、田中浩二、石井富子、伊達正三郎 ほか

第4作「妻殺しの証拠の財布を狙え！」（1990年）
- 伊沢（通称「千本指のタツ」） - 原田大二郎
- 島野和正（光江の夫） - 鹿内たかし
- 後藤（刑事） - 織本順吉
- ニュースショー司会者 - 江森陽弘
- ニュースショー現場リポーター - 三笑亭夢之助
- ガダルカナル・タカ、つまみ枝豆、坊屋三郎、田中雅子 ほか

第5作「謎の五つの指輪を求めて無銭旅行」（1991年）
- タテバヤシ（紅華堂 店員） - 小島三児
- 木村映子（三重県桑名市在住） - 三島ゆり子
- 田所景福（古美術商） - 石橋雅史
- 清一（小料理屋「花ふぶき」板前） - 石原良純
- 高梨亜矢、キラー・カーン、千うらら ほか

### スタッフ
- 脚本 - 小森名津、中村勝行
- 監督 - 吉田啓一郎、水川淳三、皆元洋之助
- 音楽 - 本多俊之（テーマ曲）、古川初穂
- 技術協力 - ブルーミントストリート
- 編集・MA - パビック、ビデオサンモール、エイコーテクニカ（映広）
- プロデューサー - 藤原裕之、橋倉功、杉本宏
- 制作 - ABC、東通企画

#### 主題歌
- 第4作：テレサ・テン「涙の条件」（トーラス）[3]
- 第5作：ハイ・ファイ・セット「忘れないわ」（ソニー）[4]

### 放送日程
| 話数 | 放送日         | サブタイトル                     | 脚本     | 監督       |
| ---- | -------------- | -------------------------------- | -------- | ---------- |
| 1    | 1988年05月31日 | みちのく温泉デラックス無銭ツアー | 小森名津 | 吉田啓一郎 |
| 2    | 10月25日       | 追いかけて下呂温泉-木曽路-天竜峡 | 小森名津 | 水川淳三   |
| 3    | 1989年10月31日 | （秘）裏技イロ技放れ技           | 小森名津 | 水川淳三   |
| 4    | 1990年07月31日 | 妻殺しの証拠の財布を狙え！       | 中村勝行 | 水川淳三   |
| 5    | 1991年04月16日 | 謎の5つの指輪を求めて無銭旅行    | 小森名津 | 皆元洋之助 |

## 花吹雪女スリ三姉妹
『花吹雪女スリ三姉妹』は、1994年から1995年まで「土曜ワイド劇場」で放送されたシリーズ。全2回。

### キャスト

#### 花吹雪一家の三姉妹
- 花吹雪佳恵（次女） - 高梨亜矢（第1作）、叶和貴子（第2作）
- 花吹雪美恵（長女） - 叶和貴子（第1作）、中尾ミエ（第2作）
- 花吹雪沙恵（三女） - 中條かな子

#### その他
- 川田（暴力スリ） - 八名信夫
- 西村（暴力スリ） - 美角優介

#### ゲスト
第1作「京都、伊万里、嬉野温泉殺し」（1994年）
- 倉本忠（ふじ子の恋人） - 生瀬勝久
- 井上ふじ子 - 塚本加成子
- 東山警察署 刑事 - 下元年世
- 骨董屋の女将 - 和田かつら
- 岩見大作 - 桑名正博
- 五木田邦彦（会社社長） - 大和田獏
- 黒髪のお竜（美恵の旧友） - 白都真理

第2作「みちのく絵図の秘密」（1995年）
- 浜田 - 稲川淳二
- 北川雄一（昌代の元夫） - 草川祐馬
- 昌代（居酒屋「松島」店員） - 眞継玉青
- CA - 芦原あかね
- アキヒコ（昌代の息子） - 佐々木翔一
- 雀荘の店員 - 志茂田景樹
- 唐沢陣兵衛 - 南原宏治
- 辻平八郎（山形県警 刑事） - 織本順吉
- 三村洋介（青年実業家・浜田の甥） - 神田正輝

### スタッフ
- 脚本 - 篠崎好、中村勝行
- 監督 - 皆元洋之助
- 音楽 - 浦田博信、本多俊之
- 選曲 - 合田豊
- 技術協力 - 大阪東通
- プロデューサー - 辰野悦央、橋倉功
- 制作 - ABC、東通企画

### 放送日程
| 話数 | 放送日        | サブタイトル                 | 脚本     | 監督       |
| ---- | ------------- | ---------------------------- | -------- | ---------- |
| 1    | 1994年1月22日 | 京都、伊万里、嬉野温泉殺し旅 | 篠崎好   | 皆元洋之助 |
| 2    | 1995年1月21日 | みちのく絵図の秘密           | 中村勝行 | 皆元洋之助 |

## 桜吹雪美人スリ三姉妹がいく
『桜吹雪美人スリ三姉妹がいく』は、1997年3月15日に「土曜ワイド劇場」で放送された。
サブタイトルは「ヌードギャルの入れ墨をスリとれ」。

### キャスト

#### 桜吹雪一家の三姉妹
- 桜吹雪佳つ美（次女） - 岡本夏生
- 桜吹雪佳りん（三女） - 中山忍[6]
- 桜吹雪佳な恵（長女） - 瀬川瑛子

#### その他
- 真山久枝 - 櫻町弘子
- 佐田幾代 - 三島ゆり子
- 板倉孝一 - 山内としお
- 川田 - 志賀勝
- 西村 - 美角優介
- リリー（ヌードダンサー） - 桜井つかさ
- 沖田文夫 - 南条弘二
- 藤山仙太郎 - 須永克彦
- 片瀬品子 - 白石ひとみ
- 矢島 - 奥久俊樹
- 朱実 - 冴島奈緒
- あすか - 権平華子
- 豆蔵（彫師） - 島木譲二
- 多々良市子 - 小畠絹子
- 富田信吉 - 村田正雄
- 星山健策 - 三谷昇
- 鬼瓦鹿蔵（元締め） - 遠藤太津朗
- 沢木竜一 - 名高達男
- ふとがね金太、栩野幸知、青木哲也、大久保幸治、奥深山新 ほか

### スタッフ
- 脚本 - 保利吉紀
- 監督 - 皆元洋之助
- 音楽 - オズニー・メロ
  - ストリップのシーンで工藤静香「優」が流れている。[7]
- 技術協力 - 大阪東通
- プロデューサー - 辰野悦央、高橋千秋、藤原裕之
- 制作 - ABC、東通企画

## 花吹雪美人スリ三姉妹
『花吹雪美人スリ三姉妹』は、1998年から2000年まで「土曜ワイド劇場」で放送されたシリーズ。全3回。

### キャスト

#### 花吹雪一家の三姉妹
- 花吹雪星江（長女） - 萬田久子
- 花吹雪月子（次女） - 杉本彩
- 花吹雪花代（三女） - 辺見えみり

#### その他
- 川田（暴力スリ） - 八名信夫（第2作）
- 西村（暴力スリ） - 美角優介（第1作・第2作）
- 鬼瓦鹿蔵（元締め・古美術商） - 遠藤太津朗

#### ゲスト
第1作「京都-伊東-伊良湖-琵琶湖に秘められた名曲の謎」（1998年）
- ムッシュ楊（スリ） - ゼンジー北京
- 安田健三（龍神会東京本部） - 丹古母鬼馬二
- 高林（龍神会 組長） - 原口剛
- 劉麗華（中国人ホステス） - 朱迅
- 李 - 中山喜久郎
- バスガイド - あだち理絵子
- 大野木誠二（総合自然科学研究所 主宰） - 大出俊
- 片桐哲也（京都府警暴力団対策本部 刑事） - 京本政樹

第2作「悪魔のビデオをスリ盗れ」（1999年）
- 安西徹（医師） - 潮哲也
- 浅川のおっちゃん - 石井光三
- 井上保（エンパイア病院 医師） - 草川祐馬
- 宮下（安西の配下） - 日野陽仁
- 小杉（天神会 幹部） - 桐生康詩
- 丸山弘子（指揮者） - 吉永美月
- 刑事 - 当銀長太郎
- 医師 - 玉生司朗
- 刑事 - 藤本幸広
- 小杉の部下 - 柴崎蛾王
- 月子の高校時代の同級生 - 山本モナ、山下真妃
- 風間剛造（天神会 会長） - 入川保則
- 木島利彦（東都新聞社会部 記者） - 西岡徳馬

第3作「砂風呂の指ワザもよろしおすぇ! 魅せます指宿湯煙艶姿」（2000年）
- 高宮明 - 河原崎建三
- 寺尾 - 櫻木健一
- ガードマン - つぶやきシロー
- 西沢 - 宮坂ひろし
- 三原 - 豊嶋稔
- 立花 - 三上市朗
- 毛利 - 偉藤康次
- 小沼 - 神威杏次
- 九条誠 - 芝本正
- 中原 - 表淳夫
- 刑事課長 - 南条好輝
- 相馬 - 東康平
- 松田 - 中原和敏
- 山本 - 佐田修典
- 根岸寛 - 片桐竜次
- 米満健太郎（青山凛太郎） - 宍戸開
- 村岡英治 - 谷啓

### スタッフ
- 脚本 - 中村勝行、大野武雄
- 監督 - 皆元洋之助
- 助監督 - 羽石龍太郎、元村次宏
- 技術協力 - テイクシステムズ、フォーチュン
- 音響効果・MA - スワラプロダクション
- ポスプロ - パールスタジオ、ブル
- プロデューサー - 内片輝、上川栄、皆元洋之助、松本明
- 制作 - ABC、東通企画

### 放送日程
| 話数 | 放送日        | サブタイトル                                       | 脚本     | 監督       |
| ---- | ------------- | -------------------------------------------------- | -------- | ---------- |
| 1    | 1998年6月20日 | 京都-伊東-伊良湖-琵琶湖に秘められた名曲の謎        | 中村勝行 | 皆元洋之助 |
| 2    | 1999年8月21日 | 悪魔のビデオをスリ盗れ                             | 大野武雄 | 皆元洋之助 |
| 3    | 2000年8月19日 | 砂風呂の指ワザもよろしおすぇ! 魅せます指宿湯煙艶姿 | 大野武雄 | 皆元洋之助 |